# Agrochola cinerea
Agrochola cinerea är en fjärilsart som beskrevs av Charles Oberthür. Agrochola cinerea ingår i släktet Agrochola och familjen nattflyn. Inga underarter finns listade i Catalogue of Life.